# Piz Val Lunga
Piz Val Lunga är en bergstopp i Schweiz.   Den ligger i regionen Albula och kantonen Graubünden, i den östra delen av landet, 180 km öster om huvudstaden Bern. Toppen på Piz Val Lunga är 3 078 meter över havet, eller 91 meter över den omgivande terrängen. Bredden vid basen är 0,34 km.
Terrängen runt Piz Val Lunga är huvudsakligen bergig, men åt sydost är den kuperad. Närmaste större samhälle är St. Moritz, 14,1 km sydost om Piz Val Lunga. 
Trakten runt Piz Val Lunga består i huvudsak av gräsmarker. Runt Piz Val Lunga är det glesbefolkat, med 15 invånare per kvadratkilometer.